# Букерівська премія
Букерівська премія (офіційна назва премії — англ. The Booker Prize) — одна із найпрестижніших літературних нагород, яку з 1969 року щорічно вручають у Великій Британії. За 40 років Букерівська премія стала провідною в галузі літератури.
Спочатку премію присуджували авторові, який проживає в одній з країн Співдружності або в Ірландії за роман, написаний англійською. З 2014 року можна висувати англомовних авторів і з інших країн світу.

## Порядок присудження
Букерівська премія замислювалася як англійський аналог французької Гонкурівської премії і спочатку її задумували як статусну, у якій головною нагородою стає не грошовий приз, а саме входження до числа переможців попередніх років. Спочатку вона існувала на кошти групи компаній «Букер» (англ. Booker), що виробляють харчові продукти.
Вперше вручення нагороди відбулося в 1969 році. Тоді лауреат отримував 5 тис. фунтів стерлінгів, пізніше ця сума зросла до 10 тисяч, а потім до 15 і 20 тисяч фунтів.
У 2002 році у премії з'явився новий спонсор — компанії «Мен груп» (Man Group), що працює на ринку фінансових послуг. У результаті розмір премії, перейменованої на Мен-Букер зріс з 20 до 50 тисяч фунтів (73 тисяч доларів у 2002 році). 2008 року грошовий еквівалент премії становив 50 тис. фунтів або $100 тис.
Адміністративним органом, що куру́є премію, є щорічно оновлюваний консультативний комітет, до якого входять два видавці та по одному представникові від письменників, літературних агентів, книгопродавців, бібліотек і Фонду Букерівської премії, голова Ради директорів «Booker» і ще одна посадова особа, що представляє компанію.
Спочатку консультативний комітет формує список з представлених на премію книг (щорічно на здобуття премії претендують понад 100 книг). Той же комітет затверджує журі з п'яти чоловік — це відомі літературні критики і письменники, вчені, громадські діячі.
Влітку журі оголошує довгий список (long list), що включає 20-25 назв, а потім у вересні з довгого списку формується шість учасників короткого списку (short list) премії. Переможець Букерівської премії оголошується в жовтні на спеціальній церемонії.

## Букер Букерів
На початку 2008 року оргкомітет Букерівської премії оголосив про заснування нової нагороди — спеціального призу «Букер Букерів» (The Best of the Booker) за найкращий твір, що здобув Букерівську премію з моменту проведення першої церемонії її вручення 22 квітня 1969 року. Цю нагороду вручали лише одного разу на церемонії в 2008 році, щоб відзначити сорокаріччя Букерівської премії.
У конкурсі на звання «найкращого з найкращих» взяв участь 41 твір, оскільки в 1974 і 1992 році лауреатами Букерівської премії ставали по дві книги.
У 2008 році вперше до процедури вибору переможця залучили читачів, яким була надана можливість вибрати найкращий твір з короткого списку, до якого увійшли шість фіналістів; їхні імена були оголошені у травні 2008 року.
Ім'я лауреата премії «The Best of the Booker» було оголошене в липні 2008 року під час літнього літературного фестивалю в лондонському Southbank Centre. Призером стала книга Салмана Рушді «Опівнічні діти». Романи «Безчестя» Джона Максвелла Кутзее і «Оскар і Люсінда» Пітера Кері посіли друге і третє місця відповідно.
Аналогічну нагороду вручали і в 1993 році на честь двадцятип'ятиріччя Букерівської премії. Тоді, як і п'ятнадцять років потому, переможцем виявився Салман Рушді з романом «Опівнічні діти».

## Історія
За всю історію існування Букерівської премії п'ять її власників — Вільям Ґолдінґ, Надін Гордімер, Від'ядхар Сураджпрасад Найпол, Джон Кутзее і Ішіґуро Кадзуо — стали згодом лауреатами Нобелівської премії з літератури.
У 1999 році Джон Кутзее став першим письменником, що зумів двічі завоювати премію Букер. Через два роки це досягнення повторив австралійський автор Пітер Кері. Лідерство за кількістю попадання до короткого списку належить британській письменниці Айріс Мердок, її романи шість разів ставали фіналістами Букерівської премії.

### Лауреати Букерівської премії
- 1969 — Персі Говард Ньюбі, «За це доведеться відповісти»
- 1970 — Берніс Рубенс, «Вибраний член»
- 1972 — Джон Бергер, «G.»
- 1973 — Дж. Г. Фаррел, «Облога Крішнапура»
- 1974 — Надін Гордімер, «Зберігач», та Стенлі Міддлтон, «Відпустка»
- 1975 — Рут Джабвала, «Спека і пил»
- 1976 — Девід Сторі, «Севілл»
- 1977 — Пол Скотт, «Залишаючись»
- 1978 — Айріс Мердок, «Море, море»
- 1979 — Пенелопа Фіцджеральд, «У відкритому морі»
- 1980 — Вільям Ґолдінґ, «Ритуали плавання»
- 1981 — Салман Рушді, «Опівнічні діти»
- 1982 — Томас Кініллі, «Ковчег Шиндлера»
- 1983 — Дж. М. Кутзее, «Життя і час Міхаеля К.»
- 1984 — Аніта Брукнер, «Готель „Біля озера“»
- 1985 — Кері Г'юм, «Люди-скелети»
- 1986 — Кінгслі Еміс, «Старі чорти»
- 1987 — Пенелопа Лайвлі, «Місячний тигр»
- 1988 — Пітер Кері, «Оскар і Люсінда»
- 1989 — Кадзуо Ішіґуро, «Залишок дня»
- 1990 — А. С. Баєтт, «Одержимість»
- 1991 — Бен Окрі, «Голодна дорога»
- 1992 — Майкл Ондатже, «Англійський пацієнт» / Баррі Ансворт, «Священний голод»
- 1993 — Родді Дойл, «Педді Кларк ха-ха-ха»
- 1994 — Джеймс Келман, «Як пізно це було, як пізно»
- 1995 — Пет Баркер, «Дорога привидів»
- 1996 — Грем Свіфт, «Останні розпорядження»
- 1997 — Арундаті Рой, «Бог Дрібниць»
- 1998 — Ієн Мак'юен, «Амстердам»
- 1999 — Дж. М. Кутзее, «Безчестя»
- 2000 — Маргарет Етвуд, «Сліпий убивця»
- 2001 — Пітер Кері, «Правдива історія банди Келлі»
- 2002 — Янн Мартель, «Життя Пі»
- 2003 — Ді-Бі-Сі П'єр, «Вернон Господь Літтл»
- 2004 — Алан Голлінґгерст, «Лінія краси»
- 2005 — Джон Бенвілл, «Море»
- 2006 — Кіран Десаї, «Спадщина втрати»
- 2007 — Енн Енрайт, «Збори»
- 2008 — Аравінд Адіга, «Білий Тигр»
- 2009 — Гіларі Ментел, «Вулфголл»
- 2010 — Говард Джейкобсон, «Проблема Фінклера»
- 2011 — Джуліан Барнс, «Відчуття закінчення»
- 2012 — Гіларі Ментел, «Везіть тіла»
- 2013 — Елеонор Каттон, «Світила»[3]
- 2014 — Річард Фленаґан, «Вузька дорога на Далеку Північ»[4]
- 2015 — Марлон Джеймс, «Коротка історія семи вбивств»
- 2016 — Пол Бейті, «Запроданець»
- 2017 — Джордж Сондерс, «Лінкольн у бардо»
- 2018 — Анна Бернс, роман «Молочник»[5]
- 2019 — Маргарет Етвуд, роман «Заповіти» та Бернардін Еварісто, роман «Дівчина, жінка, інакша»[6]
- 2020 — Дуґлас Стюарт, роман «Шаґґі Бейн»[7]
- 2021 — Деймон Галгут, роман «Обіцянка»[8]
- 2022 — Шехан Карунатілака, роман «Сім місяців Маалі Алмейди»[9]
- 2023 — Пол Лінч, роман «Пісня пророка»[10]
- 2024 — Саманта Гарві, роман «Orbital»[11]. Українська літературознавиця Ганна Улюра оцінила цю книгу, як ця твір про тотальне замирення в космосі, зокрема, з росіянами[12].

## Міжнародна Букерівська премія
Міжнародна Букерівська премія (англ. Man Booker International Prize) була заснована 2005 року та її вручали щодвароки. Премія могла бути присуджена як англомовному письменнику, так і автору, чиї твори перекладені на англійську. Сума — 60 тисяч фунтів стерлінгів (118 тисяч доларів). З 2016 року премію об'єднали з премією газети «Індепендент» та почали вручати щорічно виключно за перекладені на англійську мову художні літературні твори. Сума винагороди 50 тисяч фунтів стерлінгів розподіляється порівну між автором та перекладачем.
Лауреати:
- Ісмаїл Кадаре, Албанія (2005)
- Чинуа Ачебе, Нігерія (2007)
- Еліс Манро, Канада (2009)
- Філіп Рот, США (2011)
- Лідія Девіс, США (2013)
- Ласло Краснагоркаї, Угорщина (2015)
- Хан Канг, Південна Корея (за роман «Вегетаріанка[en]», перекладачка Дебора Сміт[en]) (2016)
- Давид Гроссман, Ізраїль (за роман «Кінь заходить у бар[en]», перекладачка Джессіка Коен[en]) (2017)
- Ольга Токарчук, Польща (за роман «Бігуни (роман)», перекладачка Дженніфер Крофт) (2018)
- Джоха Альхартхі, Оман (за роман «Небесні тіла», перекладачка Мерілін Бут) (2019)[14]
- Маріке Лукас Ріневелд, Нідерланди (за роман «Дискомфорт вечора[en]», перекладачка Мішель Хатчінсон[en]) (2020)
- Давід Діоп, Франція (за роман «Вночі вся кров — чорна», перекладачка Анна Московакіс[en]) (2021)
- Гітанджалі Шрі, Індія (за роман «Піщана гробниця[en]», перекладачка Дейзі Роквелл[en])[15] (2022)
- Ґеоргі Ґосподінов, Болгарія (за роман «Часосховище», перекладачка Анджела Родель) (2023)
- Дженні Ерпенбек, Німеччина (за роман «Каїр», перекладач Міхаель Гофман) (2024)[16]